# Caprichromis
Genre
Caprichromis  est un genre de poissons de la famille des Cichlidae. Il pratique la pédophagie, forçant d'autres espèces de Cichlidés portant leur progéniture dans leur bouche à les relâcher pour qu'il puisse les manger. 

## Répartition
Les deux espèces de ce genre sont présentes dans le lac Malawi (Malawi, Mozambique et Tanzanie), le lac Malombe (Malawi), ainsi que dans la rivière Shire qui relie les deux.

## Liste des espèces
Selon FishBase (30 janv. 2016) et ITIS (30 janv. 2016) :
- Caprichromis liemi (McKaye & MacKenzie, 1982)
- Caprichromis orthognathus (Trewavas, 1935)